# دسميد خيطي متطاول
دسميد خيطي متطاول (الاسم العلمي: Desmidium aptogonum) هو نوع من الطحالب الخضراء يتبع جنس الدسميد من فصيلة الدسميدية.